# میدوود (بروکلین)

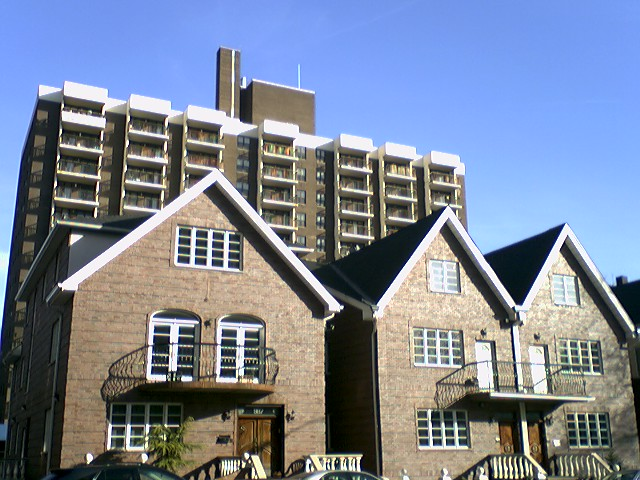
آپارتمانهای مستغلاتی میدوود

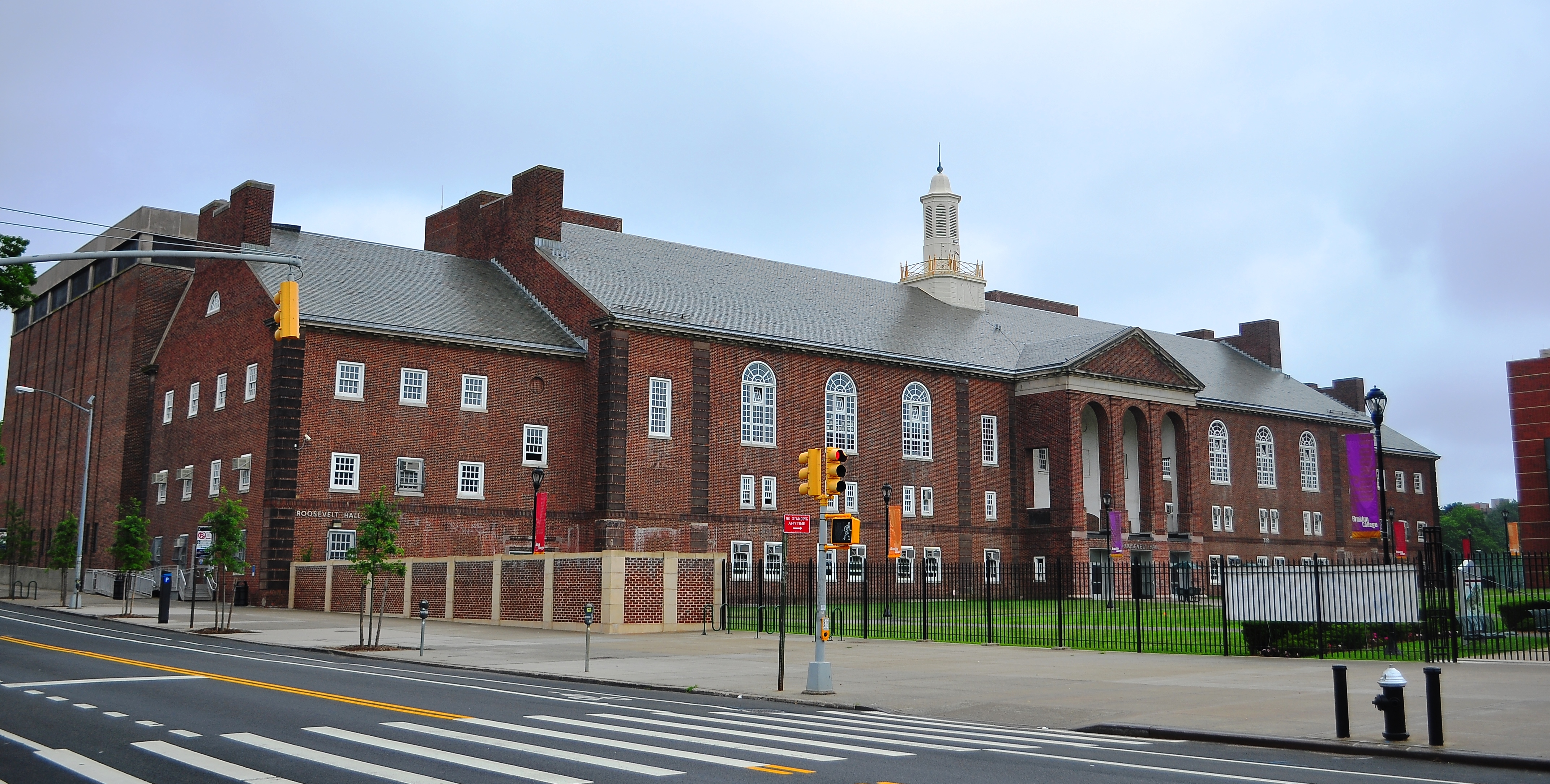
سالن روزولت در کالج بروکلین، ژوئن ۲۰۱۳

میدوود، بروکلین (انگلیسی: Midwood, Brooklyn) محله ای در بخش جنوب مرکزی شهر نیویورک در بروکلین است. این منطقه محله ۱۴ است. ولسوالی سنای ایالت بروکلین، متعلق به هفدهمین سرشماری سال ۲۰۱۰ ایالات متحده، است
. میدوود شمال خلیج در بالای خیابان قرار دارد و به دانشگاه کالج بروکلین دانشگاه شهری نیویورک وصل می‌شود، در جنوب محدود به خیابان پی و بزرگراه کینگز است. مرز شرقی شامل بخش‌هایی از خیابان نسترند، خیابان فلات بوس و خیابان کانی جزیره می‌باشد. بخش‌هایی از خیابان مک دونالد و پارکوی غربی را نیز در بر می‌گیرد.
این محله در همسایگی ایستگاه آتش‌نشانی شهر نیویورک قرار دارد که در خیابان ۱۴ خیابان شرق موتور ۲۷۶، نردبان ۱۵۶ و فرمانده ارشد ۳۳ است.